# ترخاص
ترخاص، روستایی است از توابع بخش مرکزی و در شهرستان خوشاب استان خراسان رضوی ایران.

## جمعیت
ترخاص در نزدیکی شهر سلطان‌آباد است و بر اساس سرشماری سال ۱۳۸۵،  ۴۱۴ نفر (۹۶ خانوار)
جمعيت دارد.